# Гарбінє Мугуруса

Гарбінє Мугуруса Бланко (ісп. Garbiñe Muguruza Blanco, 8 жовтня 1993) — іспанська тенісистка, чемпіонка Ролан Гарросу та Вімблдону, впродовж 4-х тижнів перша ракетка світу.
Гарбінє Мугуруса Бланко народилася в Каракасі в родині іспанця та венесуелки. Професійну тенісну кар'єру вона розпочала 2012 року. Свою першу перемогу в турнірі WTA вона здобула в січні 2014 року на Moorilla Hobart International, здолавши в фіналі Клару Закопалову.
На Відкритому чемпіонаті Австралії 2014 Гарбінє добралася до 4 кола, поступившись там Агнешці Радванській із Польщі. На Відкритому чемпіонаті Франції 2014 Мугуруса досягла чвертьфіналу, де програла Марії Шараповій. Перед тим вона зуміла здійснити сенсацію, здолавши Серену Вільямс.
На Вімблдоні 2015 Гарбі добралася до фіналу, де зазнала найбільшої поразки в житті від Серени Вільямс: 4-6, 4-6.
Свою другу перемогу в турнірах WTA Мугуруса здобула на China Open 2015, здолавши в фіналі Тімеа Бачинскі.
На Відкритому чемпіонаті Франції 2016 Мугуруса здобула свій перший титул Великого шлему, здолавши в фіналі Серену Вільямс 7-5, 6-4 . Другий мейджор Мугуруса виграла на Вімблдонському турнірі 2017, де в фіналі перемогла іншу Вільямс — Вінус 7-5, 6-0.
За підсумками Відкритого чемпіонату США 2017 Мугуруса забезпечила собі право називатися першою ракеткою світу в жіночому одиночному розряді, а за підсумками всього сезону WTA визнала її тенісисткою 2017 року.
Мугуруса стала чемпіонкою Підсумкового турніру WTA у 2021 році. Мугуруса офіційно оголосила про завершення тенісної кар'єри 20 квітня 2024 року у віці 30 років, завершивши 12-річну кар'єру. 

## Виступи на турнірах Великого шлему
| Рік              | 2012 | 2013 | 2014 | 2015 | 2016 | 2017 | 2018 | 2019 | 2020 | Усп    | В–П   |
| ---------------- | ---- | ---- | ---- | ---- | ---- | ---- | ---- | ---- | ---- | ------ | ----- |
| Australian Open  | A    | 2Р   | 4Р   | 4Р   | 3Р   | ЧФ   | 2Р   | 4Р   | Ф    | 0 / 8  | 23–8  |
| French Open      | КР   | 2Р   | ЧФ   | ЧФ   | Ч    | 4Р   | ПФ   | 4Р   |      | 1 / 7  | 27–6  |
| Wimbledon        | КР   | 2Р   | 1Р   | Ф    | 2Р   | Ч    | 2Р   | 1Р   |      | 1 / 7  | 16–6  |
| US Open          | 1Р   | A    | 1Р   | 2Р   | 2Р   | 4Р   | 2Р   | 1Р   |      | 0 / 7  | 6–7   |
| Виграші–Програші | 0–1  | 3–3  | 7–4  | 14–4 | 11–3 | 17–3 | 8–4  | 6-4  | 6-1  | 2 / 29 | 72–27 |

## Фінали турнірів Великого шлему

### Одиночні фінали: 4 (2-2)
| Результат | Рік  | Турнір                          | Покриття | Опонент        | Рахунок       |
| --------- | ---- | ------------------------------- | -------- | -------------- | ------------- |
| Поразка   | 2015 | Вімблдонський турнір            | Трава    | Серена Вільямс | 4-6, 4-6      |
| Перемога  | 2016 | Відкритий чемпіонат Франції (1) | Ґрунт    | Серена Вільямс | 7-5, 6-4      |
| Перемога  | 2017 | Вімблдонський турнір            | Трава    | Вінус Вільямс  | 7-5, 6-0      |
| Поразка   | 2020 | Відкритий чемпіонат Австралії   | Тверде   | Софія Кенин    | 6–4, 2–6, 2–6 |